# San Carlos de Austria (paroisse civile)
Pour les articles homonymes, voir San Carlos de Austria.
San Carlos de Austria est l'une des trois paroisses civiles de la municipalité d'Ezequiel Zamora dans l'État de Cojedes au Venezuela. Sa capitale est San Carlos, chef-lieu de la municipalité et capitale de l'État.

## Géographie

### Démographie
Hormis sa capitale San Carlos divisée en plusieurs quartiers, la paroisse civile possède plusieurs localités :
- Barro Negro
- Camoruco
- El Cacao
- El Junquito
- El Potrero
- La Blanca
- Las Rosas
- Mariquita
- Palambra del Doctor
- Palmero
- Pan de Trigo
- San Carlos
  - Cantaclaro
  - El Retazo
  - Los Iraníes
  - Luis Arias Andrande
  - Puente Azul
- San José de Mapuey
- Solano